# グランディスオオクワガタ
グランディスオオクワガタ（Dorcus grandis）は、コウチュウ目・クワガタムシ科・クワガタ属・オオクワガタ亜属の1種であり、3亜種に分類されている。
種小名のgrandisとは「偉大な」という意味である。

## 形態
体長はオスが32.7 - 92.0mm、飼育下96.5mm(2024年)、メスが32.0 - 56.7mm
オオクワガタ亜属では最大の大きさを持つ。野外ギネスは92.0mm。
体の横幅があり、大アゴが太く、強く湾曲している。
日本のオオクワガタなどの大アゴの内歯（内側の突起）は 大型個体になるほど前方に位置するが、本種の内歯は、どの個体でも真ん中の付近に位置する。 
また、原名亜種では前胸背板（背中）の前縁（かど）が斜めに切れているという特徴がある。

## 分布
ラオス、ベトナム北部、ミャンマー、インド北東部、中国南部（雲南省、海南省）、台湾

## 生態
成虫は、夜行性であり、木の樹液を餌としている。オスは樹液が出る大木の洞などを縄張りにしている。用心深い性格であり、小さい物音でも隠れてしまうといわれている。しかし、いざとなったときは勇敢に戦い、スマトラオオヒラタクワガタやコーカサスオオカブトなど、世界的に見て最強群のカブト・クワガタにも引けを取らない戦力を発揮する。
メスは繁殖のためオスの縄張りや産卵場所を探して飛び歩くので、メスの方が灯火（明かり）に飛来するといわれている。 
幼虫は、倒木や立枯れの地上部分の朽木の中で生活し、その朽木を食べて育つ。 
日本のオオクワガタなどと比べて、やや湿度が高い朽木を好む。 
原名亜種、ミャンマー亜種では標高1500メートル以上の比較的に標高の高い地域に生息し、ラオスではクルビデンスオオクワガタと混棲（こんせい）していて別種であることが確認されている。クルビデンスオオクワガタの方が生息範囲が広い。 
台湾亜種では平地から山地まで生息し、シェンクリンオオクワガタと同じ地域に混棲しているが、シェンクリンオオクワガタの方が優位な力関係にある。
ミトコンドリアDNAの解析結果からグランディスオオクワガタとホペイオオクワガタとは最も近縁であることが明らかになったが、ホペイオオクワガタとの混棲地域は、まだ見つかっていない。
クワガタブームの到来によりラオス産の個体が日本へ入り始めた頃、輸出のために現地の人々が収入源としてクワガタ捕獲し、大木を切り倒していることが社会問題となり、環境への影響が懸念されたこともあるが、現在はこのようなことは無い。
また、グランディスオオクワガタは日本のオオクワガタと交雑することが確認されているので、生態系への影響が懸念されている。
それほど闘争心の強い種ではないが、オオクワガタ亜属の中では比較的気性が荒いと言われているため、飼育の際にはオスがメスを殺害しないように注意する必要がある。

## 分類
1926年から広く知られていたが、1995年にラオスから日本に標本が入り、分類学的な位置づけが再確認された。 
グランディスオオクワガタ・原名亜種 D. grandis grandis Didier, 1926
ラオス、ベトナムに生息。前胸背板（背中）の前縁（かど）が斜めに切れ込んでいる。
グランディスオオクワガタ・ミャンマー亜種 D. grandis moriyai Nagai, 2005
ミャンマー、インドに生息。特に大型で、光沢が強い。原名亜種のような前胸背板の切れ込みはない。
グランディスオオクワガタ・台湾亜種（タイワンオオクワガタ） D. grandis formosanus Miwa, 1929
台湾に生息。内歯は大型個体ほど やや前方に位置する。前胸背板の切れ込みがあるものと、ないものが存在する。原名亜種とホペイオオクワガタとの中間的な傾向がある。